# 옹 칸
토오릴 칸(몽골어: ᠲᠣᠭᠣᠷᠢᠯ 
ᠬᠠᠨ To'oril Qan) 또는 옹 칸(몽골어: ᠣᠩ

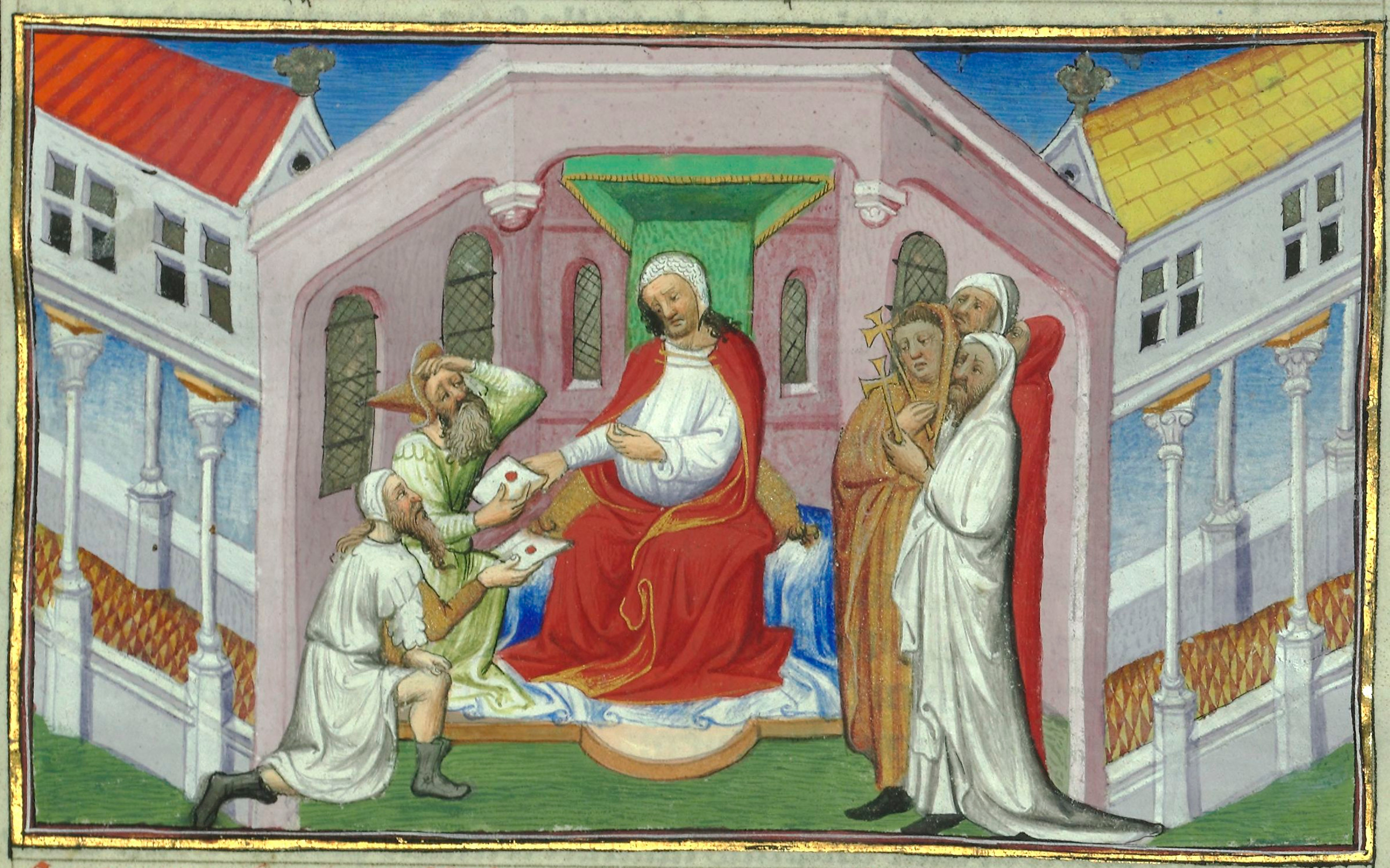
토오릴 옹 칸. 15세기 그림으로, 장엄한 기독교 군주로 미화되어 있다.

ᠬᠠᠨ Ong Qan, 1130년대 ~ 1203년)은 몽골 유목민 집단 중 하나인 케레이트 부족의 마지막 지도자였다. 그의 이름 토오릴(To'oril)은 투르크어 토그룰(Toγril)이 몽골화된 것이다. 한자 이름으로는 금나라에 의해 하사받은 왕에서 따서 "왕한"(王汗)이 있었으며, 이를 몽골식으로 읽은 옹 칸이라는 명칭으로도 잘 알려져 있다. 몽골비사에는 왕간(王罕), 원사에는 왕간(汪罕), 성무친정록에는 왕 카안(汪 可汗), 페르시아어 사서 집사에는 웅 카안(اونك خان)으로 나타난다.
존칭이자 한자 이름인 '옹'은 한자 왕(王)에서 유래하였고, 본명 토그릴은 매를 뜻하며 셀주크 투르크를 건국한 투으룰 1세의 이름도 같은 의미였다.
옹 칸이 이끌던 케레이트 부족은 몽골 고원 남쪽에 자리잡아 나이만 등 대규모 부족과 경쟁하고 있었으나, 칭기즈칸의 통일 전쟁에 휘말려 그와의 싸움에서 패배, 나이만 부족에 의해 옹 칸이 살해당하면서 케레이트 부족 또한 사라졌다.

## 생애
본명인 토그릴은 투르크어로 대머리를 한 상상의 맹금류 새를 의미한다. 그는 후에 금나라로부터 왕으로 책봉받은 일로 왕 칸, 옹 칸으로 불렸다.
7세 때 토그릴은 메르키트족의 포로가 되어 흑반의 아기염소를 돌보는 일을 하였으나, 곧 아버지 쿠르차스쿠 부르크 칸에 의해 구출되었다. 13세 때 할아버지인 마르크스 부르크 칸(사라크 칸)이 타타르부의 아자이 칸과의 싸움에 패배했을 때 어머니와 함께 그 포로가 되었다. 이때는 자력으로 탈출했다 한다.
12세기 전반, 요나라가 여진족의 금나라에 의해 정복되면서 몽골 고원의 여러 유목민 부족들은 자신들의 세력 확장을 위해 활발히 활동하였다. 12세기 후반에는 몽골 고원에서 씨(氏)를 중심으로 뭉친 씨족 집단들을 아울러 영역적인 지배와 군주적인 권력을 행사할 수 있었던 부족은 중서부를 중심으로 하여 독자적 왕국을 형성하고 있었던 나이만과 케레이트 씨족을 맹주로 해 다섯 씨족들이 연맹하고 있었던 부족 국가인 케레이트였다. 옹 칸의 아버지인 쿠르차스쿠 부이르크 칸은 타타르 부족의 일파를 굴복시키고 옛날 위구르 왕국의 수도 카라 발가슨을 근거로 하여 케레이트 왕국을 부흥시킨 인물이었다.
몽골비사에 의하면 토그릴은 1137년에 메르키트 연맹의 투두르 벨게 테긴과 토크토아 베키에 의해 납치되어 노예로 끌려갔다. 또한 토그릴은 1143년에도 토그릴의 할아버지인 마르쿠즈 칸(사리크 칸)이 타타르 부족의 일파인 아르치 타타르 씨족과의 전쟁에서 패배하여 토그릴이 노예로 잡혀갔고, 그의 아버지 쿠르차스쿠가 오르혼강 유역의 타타르 부족의 거점을 공격하여 토그릴을 구출하였다고 전해진다. 케레이트 왕국의 왕족들은 몽골 고원에서의 세력을 만들고 있었기 때문에 주변의 나이만, 메르키트, 타타르, 몽골 등의 다른 세력들과 합종 동맹을 반복하며 고원의 패자 자리를 노렸고, 토그릴은 그 전쟁의 중심에 섰다.
1165년경에 쿠르차스쿠가 죽은 후 토그릴은 친동생 에르케 카라와 손 잡고 이복 동생 테무르 타이시, 부카 테무르 등의 경쟁자들을 모두 제거하고 케레이트 왕으로 즉위하였는데 이 때문에 다른 형제와 숙부 구르칸 (자무카가 아니다)은 나이만으로 도망쳤다. 하지만 구르 칸은 나이만의 원조로 독립적인 세력을 형성하여 거병해 토그릴의 군대를 격파하고 스스로 왕임을 선언하였다.
패배한 토그릴은 동쪽에서 서쪽으로 진출해 오던 몽골 키야트 씨족으로 도주하여, 그 곳에서 칭기즈칸의 아버지인 예수게이 바토르와 의형제를 맺어, 숙부 구르칸을 몰아내고 왕위를 되찾았다. 그로부터 토그릴은 십여년간 케레이트를 통치해오다가 타르구타이 쿠릴투크의 반란으로 인해 쫓겨난 테무친에게 도움을 주면서 1178년에 그와 의부자 관계를 맺어 1182년에 테무친의 아내 보르테가 메르키트에 납치되었을 때 테무친을 도와 메르키트를 공격했다.
1196년에는 몽골 고원 동부의 유력 부족인 타타르가 중국 금나라에 대해 배신을 선언하면서 금나라의 요청으로 승상 왕경과 우승상 완안양이 이끄는 금나라 군대에 협력하여 오루즈 강의 전투에서 타타르를 절멸시켰다. 이 때 황제의 권한을 대신한 우승상 완안양으로부터 토그릴은 왕의 약호를 하사받아 이 때부터 옹 칸으로 불리게 되었다.
그러나 타타르 전투와 타이치우드 절멸 이후 테무친과 사이가 크게 벌어진 토그릴은 테무친의 적인 자무카의 꾀임에 넘어가 테무친을 공격하였다가, 오히려 테무친과 사이가 험악해져, 나이만의 타이양 칸에게 의지하려 했다가 국경에서 나이만 수비대에 의해 살해당하였다.

## 가족 관계
- 아버지 : 쿠르차스쿠
- 아들 : 일카 생군